# مانيلا بوليتين
مانيلا بوليتين (بالإنجليزية: Manila Bulletin) وتعني نشرة مانيلا (تُعرف أيضًا باسم النشرة وتعروفة سابقًا باسم نشرة مانيلا اليومية من 1906 إلى 23 سبتمبر 1972 والنشرة اليوم من 22 نوفمبر 1972 إلى 10 مارس 1986) هي أكبر صحيفة عريضة باللغة الإنجليزية في الفلبين من حيث التوزيع. تأسست عام 1900 وهي ثاني أقدم صحيفة تصدر في الفلبين وثاني أقدم صحيفة إنجليزية في الشرق الأقصى. وتطلق على نفسها اسم «صحيفة الوطن الرائدة»، وهو شعارها الرسمي.

## الطبعة الصينية على الإنترنت
في يونيو 2020 كشفت مانيلا بوليتين عن نسختها على الإنترنت باللغة الصينية، وبذلك أصبحت أول منفذ إخباري فلبيني رئيسي يحتوي على طبعة صينية على الإنترنت تلبي احتياجات السكان الفلبينيين الصينيين والشتات الصيني (على سبيل المثال: عمال عمليات الألعاب البحرية الفلبينية (بوغو)) في الفلبين.

## الجدل
في 5 يونيو 2008 رفع مدون فلبيني دعوى قضائية ضد مانيلا بوليتين لانتهاكها حقوق النشر. اكتشف مدون الصور أن الصور التي التقطها ونشرها عبر الإنترنت قد استخدمتها نشرة مانيلا في قسم «السفر والسياحة» في عددها الصادر في 21 مارس 2007. على ما يبدو تم تغيير الصور واستخدامها من قبل الصحيفة دون موافقة المصور الأصلي ودون إسناد أو تعويض. بعد شهر رفعت الصحيفة دعوى مضادة ضد المدون بدعوى «أضرار نموذجية ومعنوية». زعمت صحيفة مانيلا بوليتين أن استخدامها (التعديل وإنشاء أعمال مشتقة) للصور يشكل استخدامًا مقبولاً.